# Ordis (kommunhuvudort)
Ordis är en kommunhuvudort i Spanien.   Den ligger i provinsen Província de Girona och regionen Katalonien, i den östra delen av landet, 600 km öster om huvudstaden Madrid. Ordis ligger 98 meter över havet och antalet invånare är 328.
Terrängen runt Ordis är huvudsakligen platt, men norrut är den kuperad. Terrängen runt Ordis sluttar österut.Runt Ordis är det ganska glesbefolkat, med 35 invånare per kvadratkilometer. Närmaste större samhälle är Figueres, 7,0 km nordost om Ordis. Trakten runt Ordis består till största delen av jordbruksmark.